# 前进街道 (武汉市)
前进街道是中华人民共和国湖北省武汉市江汉区下辖的一个街道办事处。

## 行政区划
前进街道下辖以下村级行政区划单位：
燕马社区、绍兴社区、任冬社区、济生社区、永安社区和桃源社区。